# Climat du Saguenay–Lac-Saint-Jean

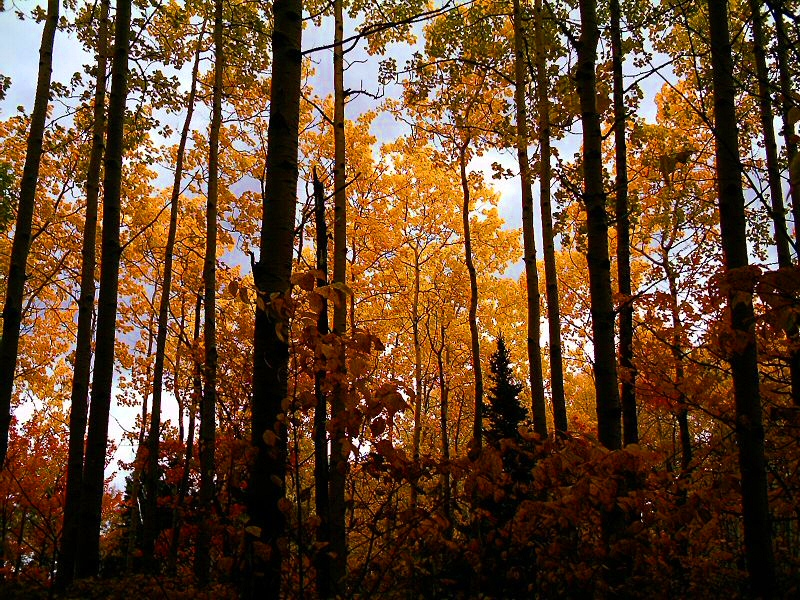
Forêt de Chicoutimi durant l'automne

Le climat de la région Saguenay–Lac-Saint-Jean se distingue par des caractéristiques uniques influencées par sa géographie et son hydrologie. Située entre le 48° et le 49° de latitude nord, cette région du Québec est entourée par le bouclier canadien et est marquée par la présence du lac Saint-Jean et de la vallée du fjord du Saguenay. Ces éléments créent un microclimat particulier, plus clément que celui des régions environnantes, grâce à l’effet modérateur des plans d’eau qui tempèrent les extrêmes de température.
Selon la classification de Köppen, la région bénéficie d’un climat continental humide (Df-b), caractérisé par des hivers froids et des étés frais, avec une absence de saison sèche. Ces conditions permettent des températures plus douces que celles des régions situées à la même latitude. Avec une température moyenne annuelle de 2,3 °C, les variations saisonnières sont marquées, allant de hivers rigoureux (−16,1 °C de moyenne en janvier) à des étés modérés (18,1 °C de moyenne en juillet).
Cette spécificité climatique favorise une végétation mixte, similaire à celle des basses-terres du Saint-Laurent, et contribue à faire du Saguenay–Lac-Saint-Jean une région propice à l’agriculture et à l’habitat humain, malgré sa position septentrionale.

## Facteurs géo-hydrographiques

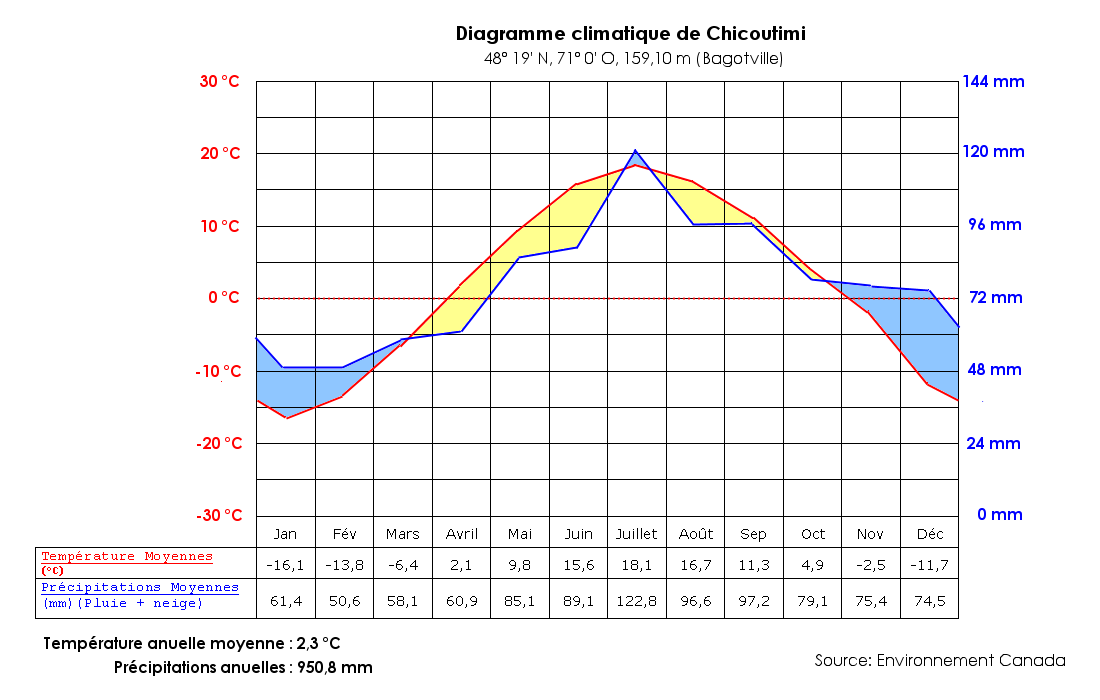
Graphique illustrant les moyennes climatiques et les précipitations sur le territoire de Chicoutimi (Bagotville)

De nombreux facteurs géomorphologiques et hydrographiques viennent influencer le climat de la région. D’abord, le fait qu’elle soit située dans une vallée la protège du climat du bouclier canadien et lui permet d’avoir des températures plus clémentes que la plupart des autres régions du Québec hors de cette vallée et à cette latitude. L’influence de l’immense surface d’eau que représente le lac Saint-Jean doit également être prise en compte comme un des facteurs déterminants du climat de ce coin de pays. L’humidité et la rétention de la température provoquées par cet immense réservoir d’eau douce permettent au Saguenay de bénéficier d’un climat plus doux et humide que celui des villes à l’ouest du lac comme Normandin et Saint-Félicien. La végétation du territoire du Saguenay s’apparente, comme sa température, à celle des basses-terres du Saint-Laurent. La forêt mixte recouvre la plupart du territoire et s’éclaircit pour laisser place à la forêt boréale à mesure que l’altitude augmente.

## Températures
Les températures moyennes annuelles varient selon les secteurs, allant de 1,4 °C à Péribonka à 3,3 °C à Chicoutimi. En hiver, les températures chutent jusqu’à des minimums absolus de −45 °C, tandis qu’en été, des maximums pouvant atteindre 38 °C ont été enregistrés. Ces conditions sont influencées par la topographie locale, notamment la vallée du Saguenay et le bassin du lac Saint-Jean.

## Divisions climatiques
Outre la division de référence climatique classique des météorologistes québécois, au nord et au sud du lac Saint-Jean érigé en repère de latitude, les vents locaux, en ce sens typiques des courants aériens de la façade nord-est du continent nord-américain, soufflent essentiellement de l'ouest vers l'est et contribuent à faire bénéficier en premier lieu la rive lacustre orientale de l'inertie thermique du plan d'eau. Cette rive est surtout moins froide à l'entrée de l'hiver, mais est aussi sensiblement plus fraîche et arrosée en été. Une variation à une échelle plus fine est observable suivant l'effet barrière du relief de la rive, la végétation et l'exposition.

### Climat de l'Ouest dulac Saint-Jean
- 95 jours sans gel[2]

### Climat duSaguenayde l'Est dulac Saint-Jean
- 110 jours sans gel[2]

## Précipitations
La moyenne des précipitations annuelles du territoire du Saguenay s'élève à 950,8 mm sous forme de pluie et de neige. Tombant principalement sous forme de pluie durant l’été (maximum en juillet avec 122,8 mm), ces précipitations diminuent durant l’hiver (minimum en février avec 50,6 mm). Le lac Saint-Jean contribue à une augmentation des précipitations sur ses rives orientales.

## Vents
Les vents dominants varient selon les saisons :
- Été : vents du sud-ouest, transportant des masses d’air chaud et humide.
- Hiver : vents du nord-ouest, responsables des refroidissements hivernaux.

## Ensoleillement
L’ensoleillement annuel oscille entre 1 600 h et 1 800 h, représentant environ 35 à 40 % du temps disponible, avec une fréquence plus importante de ciel nuageux en hiver.

## Phénomènes exceptionnels
Des variations climatiques exceptionnelles, telles que des gelées en juin ou des étés extrêmement secs ou pluvieux, ont été observées. La région a également été le théâtre d’expérimentations comme l’« Opération parapluie » dans les années 1960, visant à influencer les précipitations.

## Moyennes et extrêmes des stations météorologiques du Saguenay–Lac-Saint-Jean
| Mois                         | jan.  | fév.  | mars  | avril | mai   | juin | jui. | août | sep. | oct.  | nov.  | déc.  |
| ---------------------------- | ----- | ----- | ----- | ----- | ----- | ---- | ---- | ---- | ---- | ----- | ----- | ----- |
| Record de froid (°C)         | −40,6 | −43,3 | −33,6 | −24,4 | −10,4 | −2,2 | 0,9  | 0,8  | −6,7 | −12,2 | −25,6 | −39,5 |
| Record de chaleur (°C)       | 15,2  | 13,6  | 25,2  | 30,4  | 34,4  | 36,3 | 38,4 | 36,1 | 33,3 | 28,3  | 22,9  | 14,4  |
| Record de pluie en 24 h (mm) | 45,7  | 17    | 26,4  | 28,4  | 49    | 72,4 | 98,4 | 57   | 75,4 | 45    | 55,2  | 24,6  |
| Record de neige en 24 h (cm) | 39,6  | 33    | 38,9  | 27,9  | 19,3  | 6,9  | 0    | 0    | 4,1  | 27,3  | 30,8  | 44,5  |